# Canton d'Héricourt-1
Le canton d'Héricourt-1 est une circonscription électorale française du département de la Haute-Saône.

## Histoire
Un nouveau découpage territorial de la Haute-Saône entre en vigueur à l'occasion des élections départementales de 2015. Il est défini par le décret du 17 février 2014, en application des lois du 17 mai 2013 (loi organique 2013-402 et loi 2013-403). Les conseillers départementaux sont, à compter de ces élections, élus au scrutin majoritaire binominal mixte. Les électeurs de chaque canton élisent au Conseil départemental, nouvelle appellation du Conseil général, deux membres de sexe différent, qui se présentent en binôme de candidats. Les conseillers départementaux sont élus pour 6 ans au scrutin binominal majoritaire à deux tours, l'accès au second tour nécessitant 12,5 % des inscrits au 1er tour. En outre la totalité des conseillers départementaux est renouvelée. Ce nouveau mode de scrutin nécessite un redécoupage des cantons dont le nombre est divisé par deux avec arrondi à l'unité impaire supérieure si ce nombre n'est pas entier impair, assorti de conditions de seuils minimaux. Dans la Haute-Saône, le nombre de cantons passe ainsi de 32 à 17.
Le canton d'Héricourt-1 est formé de communes des anciens cantons de Héricourt-Est (6 communes) et de Champagney (8 communes) et d'une fraction de la commune d'Héricourt. Il est entièrement inclus dans l'arrondissement de Lure. Le bureau centralisateur est situé à Héricourt.

## Représentation
| Période élective | Période élective | Mandat | Mandat   | Identité               | Nuance | Nuance | Qualité                                                                        |
| ---------------- | ---------------- | ------ | -------- | ---------------------- | ------ | ------ | ------------------------------------------------------------------------------ |
| 2015             | 2021             | 2015   | 2021     | Marie-Claire Faivre    |        | PRG    | Maire de Champagney 8e Vice-présidente chargée de la Coopération décentralisée |
| 2015             | 2021             | 2015   | 2021     | Jean-Jacques Sombsthay |        | PS     | Directeur d’un organisme de formation Maire de Mandrevillars                   |
| 2021             | 2028             | 2021   | en cours | Marie-Claire Faivre    |        | PRG    | Maire de Champagney                                                            |
| 2021             | 2028             | 2021   | en cours | Jean-Jacques Sombsthay |        | PS     | Maire de Mandrevillars                                                         |

### Résultats détaillés

#### Élections de mars 2015
À l'issue du 1er tour des élections départementales de 2015, deux binômes sont en ballottage : Mélanie Genet et Jean Receveur (FN, 38,18 %) et Marie-Claire Faivre et Jean-Jacques Sombsthay (PS, 31,63 %). Le taux de participation est de 54,3 % (6 624 votants sur 12 199 inscrits) contre 59,21 % au niveau départemental et 50,17 % au niveau national.
Au second tour, Marie-Claire Faivre et Jean-Jacques Sombsthay (PS) sont élus avec 52,33 % des suffrages exprimés et un taux de participation de 56,04 % (3 210 voix pour 6 836 votants et 12 199 inscrits).
Marie-Claire Faivre est membre du MRSL.

#### Élections de juin 2021
Le premier tour des élections départementales de 2021 est marqué par un très faible taux de participation (33,26 % au niveau national). Dans le canton d'Héricourt-1, ce taux de participation est de 33,28 % (4 164 votants sur 12 513 inscrits) contre 40,34 % au niveau départemental. À l'issue de ce premier tour, deux binômes sont en ballottage : Marie-Claire Faivre et Jean-Jacques Sombsthay (DVG, 47,78 %) et Louise Bouteiller et François de Crépy (RN, 30,24 %).
Le second tour des élections est marqué une nouvelle fois par une abstention massive équivalente au premier tour. Les taux de participation sont de 34,36 % au niveau national, 42,9 % dans le département et 35,62 % dans le canton d'Héricourt-1. Marie-Claire Faivre et Jean-Jacques Sombsthay (DVG) sont élus avec 65,18 % des suffrages exprimés (2 718 voix pour 4 458 votants et 12 515 inscrits),,.

## Composition
| Nom                               | Code Insee | Intercommunalité       | Superficie (km2) | Population (dernière pop. légale)               | Densité (hab./km2) | Modifier                                    |
| --------------------------------- | ---------- | ---------------------- | ---------------- | ----------------------------------------------- | ------------------ | ------------------------------------------- |
| Héricourt (bureau centralisateur) | 70285      | CC du pays d'Héricourt | 21,04            | Fraction : 2 460 (2022) Commune : 10 525 (2022) | 500                | modifier les données · modifier les données |
| Brevilliers                       | 70096      | CC du pays d'Héricourt | 6,47             | 628 (2022)                                      | 97                 | modifier les données · modifier les données |
| Chagey                            | 70116      | CC du pays d'Héricourt | 6,99             | 604 (2022)                                      | 86                 | modifier les données · modifier les données |
| Châlonvillars                     | 70117      | CC du pays d'Héricourt | 7,60             | 1 253 (2022)                                    | 165                | modifier les données · modifier les données |
| Champagney                        | 70120      | CC Rahin et Chérimont  | 36,71            | 3 674 (2022)                                    | 100                | modifier les données · modifier les données |
| Clairegoutte                      | 70157      | CC Rahin et Chérimont  | 10,48            | 348 (2022)                                      | 33                 | modifier les données · modifier les données |
| Échavanne                         | 70205      | CC Rahin et Chérimont  | 3,21             | 200 (2022)                                      | 62                 | modifier les données · modifier les données |
| Échenans-sous-Mont-Vaudois        | 70206      | CC du pays d'Héricourt | 5,44             | 578 (2022)                                      | 106                | modifier les données · modifier les données |
| Errevet                           | 70215      | CC Rahin et Chérimont  | 3,28             | 258 (2022)                                      | 79                 | modifier les données · modifier les données |
| Frahier-et-Chatebier              | 70248      | CC Rahin et Chérimont  | 17,39            | 1 377 (2022)                                    | 79                 | modifier les données · modifier les données |
| Frédéric-Fontaine                 | 70254      | CC Rahin et Chérimont  | 3,48             | 273 (2022)                                      | 78                 | modifier les données · modifier les données |
| Luze                              | 70312      | CC du pays d'Héricourt | 10,69            | 831 (2022)                                      | 78                 | modifier les données · modifier les données |
| Mandrevillars                     | 70330      | CC du pays d'Héricourt | 3,03             | 338 (2022)                                      | 112                | modifier les données · modifier les données |
| Plancher-Bas                      | 70413      | CC Rahin et Chérimont  | 29,12            | 1 855 (2022)                                    | 64                 | modifier les données · modifier les données |
| Plancher-les-Mines                | 70414      | CC Rahin et Chérimont  | 25,59            | 897 (2022)                                      | 35                 | modifier les données · modifier les données |
| Canton d'Héricourt-1              | 7003       |                        |                  | 15 574 (2022)                                   |                    | modifier les données                        |

Le canton d'Héricourt-1 comprend :
1. quatorze communes entières,
2. la partie de la commune d'Héricourt située au nord d'une ligne définie par l'axe des voies et limites suivantes : depuis la limite territoriale de la commune de Luze, route départementale 16, route du Col-des-Croix, avenue du Mont-Vaudois, avenue Léon-Jouhaux, rue Jean-Marie-Tjibaou, rue des Frères-Lumière, rue Pierre-et-Marie-Curie, chemin de la rue Pierre-et-Marie-Curie à la rue René-Descartes, rue René-Descartes, chemin dans le prolongement de la rue René-Descartes, route départementale 438 jusqu'à la limite territoriale de la commune de Brevilliers.

## Démographie
En 2022, le canton comptait 15 574 habitants, en évolution de −0,96 % par rapport à 2016 (Haute-Saône : −1,4 %, France hors Mayotte : +2,11 %).
| 2013   | 2018   | 2022   |
| ------ | ------ | ------ |
| 15 637 | 15 678 | 15 574 |